# Jørgen Frantzen
Jørgen Nagel Frantzen (ur. 9 maja 1935 w Holbæk, zm. 10 stycznia 2020 w Hundested) – duński wioślarz, sternik, brązowy medalista olimpijski.
Wystąpił na igrzyskach olimpijskich w Helsinkach w 1952 roku, gdzie Duńczycy w składzie: Svend Pedersen, Poul Svendsen i Jørgen Frantzen (sternik) zdobyli brązowy medal w dwójkach ze sternikiem. W finale o 6,3 sekundy przegrali z Francuzami, a o 2,8 sekundy wyprzedziła ich osada Wspólnej Reprezentacji Niemiec. Był to jego jedyny start olimpijski.